# 井口貞夫
井口貞夫（日语：／ Iguchi Sadao，1899年10月18日—1980年5月27日），日本外交官。曾擔任外務事務次官及駐美國、加拿大和中華民國大使。1969年獲頒勳一等瑞寶章。

## 生平
他出身於和歌山縣，旧制徳義中学校、旧制和歌山中学校（現和歌山縣立桐蔭高等學校）畢業後旧制東京商科大学（一橋大学的前身）入学。及後再前往牛津大學進修。

## 親族
岳父為亦曾擔任過駐中華民國大使的芳澤謙吉、父親井口武夫曾擔任駐紐西蘭大使、姨甥女緒方貞子為國際政治學者，曾任日本駐聯合國代表團公使及聯合國難民署第八任高級專員等職。